# Liesl Ujvary
Liesl Ujvary (* 10. Oktober 1939 in Bratislava, Slowakei) ist eine österreichische Schriftstellerin und Künstlerin.

## Leben
Liesl Ujvary kam 1945 nach Österreich und verbrachte ihre Kindheit in Niederösterreich und Tirol.
Sie studierte in Wien und Zürich Slawistik, althebräische Literatur und Kunstgeschichte. Ujvary promovierte 1968 in Zürich mit ihrer Dissertation über den Roman Julio Jurenito von Ilja Ehrenburg. Liesl Ujvary unterrichtete 1969/70 an der Sophia-Universität, einer Jesuitenuniversität in Tokio, russische Sprache und Literatur. Danach folgte ein einjähriger Aufenthalt an der Patrice-Lumumba-Universität in Moskau als Fortbildungskurs für Russischlehrer. 1975 gab Ujvary den Band Freiheit ist Freiheit heraus, der zum ersten Mal inoffizielle sowjetische Lyrik (u. a. von Wsewolod Nekrassow und Eduard Limonow) auf Deutsch zugänglich machte.
Liesl Ujvary zählt zu den wichtigsten Vertretern der experimentellen sprachkritischen Literatur in Österreich. 1977 veröffentlichte sie unter dem Titel Sicher & Gut mehrere experimentelle poetische Texte, die heute auch als "Satire auf die austriakische Lebensmethodik" verstanden werden. In dem Gedichtband rosen, zugaben, der 1983 erschien, greift Ujvary Klischees der Alltagssprache auf und zeigt die vergeblichen Versuche, der Welt der Sprach- und Sprechmanipulation zu entkommen.
1984 veröffentlichte Liesl Ujvary ihren ersten Roman Schöne Stunden. Diesem folgten weitere Prosatexte. Ujvary präsentierte multi-mediale Werke, in denen sich Wörter, Bilder und Töne verbanden. In dem Werk Wildcards. Vorlesung zur Literatur, das 1998 veröffentlicht wurde, präsentierte Ujvary die These, dass Schriftsteller zur Vermittlung zwischen den virtuellen Kunstwelten der Sprache fungieren. 2002 erschien das Werk „Kontrollierte Spiele. 7 Artefakte“, darin löst sie jegliche erzählerische Kohärenz auf.
Liesl Ujvary lebt in Wien.

## Fotografisches Werk
Liesl Ujvary porträtierte als Fotografin einerseits Pflanzen und Orte, andererseits ihr schriftstellerisches Umfeld, und hob durch deren Gegenüberstellung Korrespondenzen zwischen Kultur und Natur hervor. Wie viele fing sie mit analoger Schwarzweißfotografie an und machte die Wandlung ins Digitale mit. In der Serie „Hard & soft“ finden sich etwa Fotografien von Heimrad Bäcker, Franz Josef Czernin, Elfriede Gerstl, Bodo Hell, Ernst Jandl, Elfriede Jelinek, Gerhard Kofler, Friederike Mayröcker und vielen anderen, kombiniert mit Pflanzenportraits. In einer späteren Fotoserie dokumentierte Ujvary die Schreibtisch- und Wohnsituationen ihrer Kollegen. Sie kuratierte auch eine Ausstellung, die fotografische Arbeiten von Schriftstellern versammelte. Eine gute Übersicht über Liesl Ujvarys visuelle Arbeiten und Beiträge von u. a. Christiane Zintzen, Alexandra Millner und Thomas Ballhausen zu Ujvarys Werk bietet der Katalog „weiche welten“ von 2004 zur gleichnamigen Ausstellung in der Wienbibliothek im Rathaus (damals: Wiener Stadt- und Landesbibliothek).

## Musikalisches Werk
Liesl Ujvary entdeckte in den 90er Jahren Techno und elektronische Musik und experimentierte als early adopter immer wieder im Heimstudio mit neuen Techniken der elektronischen Klangerzeugung. Ujvary gestaltete auch einige Arbeiten für das ORF-Kunstradio. Zu den frühen elektronischen Bearbeitungen von Klängen gehören „Das Schubert Ding“ (1997), „body music 3: sprachen der gene“ (1996), „Sex + Tod + Klangeffekte“ (1995). 2003 erschien die CD „Kontrollierte Spiele. 7 Artefakte“ und 2008 „trautonium jetztzeit“.
2006 veröffentlichte Ujvary den Prosaband „Alphaversionen“. 2011 erschien das Buch „Das Wort Ich“ und 2012 die DVD „11 Videos“.

## Auszeichnungen
- 1985: Förderungspreis der Stadt Wien für Literatur (22. November 1985)
- 1985: Förderungspreis für Literatur des Theodor-Körner-Stiftungsfonds
- 1989: Elias-Canetti-Stipendium
- 2005: Literaturpreis der Stadt Wien

## Werke
- Freiheit ist Freiheit, inoffizielle sowjetische Dichtung. Arche Verlag, Zürich 1975 (Hrsg.)
- Sicher & Gut, experimentelle poetische Texte. Rhombus Verlag, Wien 1977, Neuausgabe mit Nachwort von Ann Cotten, Klever Verlag, Wien 2017, ISBN 978-3-903110-20-5
- Fotoroman Bisamberg, Museum Moderner Kunst, Wien 1980 (Katalog).
- rosen, zugaben, Gedichte. edition neue texte, Linz 1983.
- Schöne Stunden, Roman. Ullstein, Berlin 1984.
- Tiere im Text, Roman. Edition Falter / Deuticke, Wien 1991.
- Heisse Stories, Kurzprosa. Das fröhliche Wohnzimmer - Edition, Wien 1993.
- Hoffnungsvolle Ungeheuer, 10 Erzählungen, 160 S., Edition Falter / Deuticke, Wien 1993.
- Lustige Paranoia, Roman, 200 Seiten, Ritter Klagenfurt / Wien 1995.
- CD Sex & Tod & Klangeffekte, Kunstradio bei Extraplatte, Wien 1995.
- NeuroZone 47 Grafiken & Texte, edition ch, Wien 1996.
- CD Sprache der Gene, Kunstradio bei Extraplatte, Wien 1997.
- Das reine Gehirn, Prosa mit Selbstporträts, 100 S., Ritter Verlag Klagenfurt / Wien 1997
- CD softworlds, Kunstradio bei Extraplatte, Wien 1999
- heavy tools for berlin, hörstück, 52 min. deutschlandradio berlin, 1. Februar 2002, Koproduktion ORF
- CD heavy loops version, Kunstradio bei Extraplatte, Wien 2002
- Kontrollierte Spiele - 7 Artefakte, Prosa, 120 S., Sonderzahl Verlag, Wien 2002
- CD 7 artefakte, Sonderzahl, Wien 2003
- weiche welten Fotos, Texte und Musik von Liesl Ujvary, Buch zur Ausstellung in der Wiener Stadt- und Landesbibliothek, hrsg. von Andreas Brandtner (mit Beiträgen von Thomas Ballhausen, Andreas Brandtner, Martin Breindl, Alexandra Millner, Christiane Zintzen), Wien 2004
- Alphaversionen, Sonderzahl Verlag, Wien 2006
- CD Trautonium Jetztzeit, Sonderzahl Verlag, Wien 2008
- Das Wort Ich, Klever Verlag, Wien 2011
- DVD Liesl Ujvary 11 Videos, Klever Verlag, Wien 2012
- Ein Schattenprogramm. Mit einem Nachwort von Ann Cotten. Mitter Verlag, Wels 2013[5]
- Body & Tech (= flugschrift Nr. 9), Wien, 2014[6], ISBN 978-3-900467-92-0
- Vorträge. Projekte.
- Fotoausstellungen, Computer-Bildbearbeitungen. Kunstradio-Produktionen, Musik.
- Zahlreiche Publikationen in Zeitschriften und Anthologien. Hörspiele (Rias, NDR, SDR, ORF).